# Пауль фон Гінце
Пауль фон Гінце (нім. Paul von Hintze; 13 лютого 1864, Шведт, Королівство Пруссія — 19 серпня 1941, Мерано, Королівство Італія) — німецький державний діяч, дипломат. Державний секретар закордонних справ Німецької імперії за часів Української Держави.

## Біографія
З 1903 року морський аташе, з 1908 року — військовий уповноважений в Петербурзі. Протягом 1911 — 1918 років обіймав пост посла послідовно в Мексиці, Пекіні та Христианії. З 9 липня до початку жовтня 1918 року був міністром закордонних справ Німеччини, змінивши на цій посаді Ріхарда фон Кюльмана. Коли, в умовах воєнного розгрому і наростаючого революційного руху, німецька імперія була змушена відмовитися від влади військової диктатури, яку підтримував Гінце, і утворити уряд з лібералів і соціал-демократів (більшості), Пауль Гінце пішов у відставку. Деякий час він ще залишався в головній ставці німецької армії і увійшов до складу делегації, яка поїхала на фронт для переговорів про перемир'я, але після листопадової революції 1918 року відійшов від державних справ.